# Chi Tắc kè
Chi Tắc kè (danh pháp khoa học: Gekko) là một chi động vật gồm khoảng 76 loài trong họ Tắc kè. Tên của chi Gekko được đặt theo tên của loài phổ biến Gekko gecko, vốn được gọi trong nhiều ngôn ngữ khác nhau theo tiếng kêu của loài này vào mùa giao phối (tắc kè, token, gekk-gekk hay Poo-Kay). Một số loài trong chi hiện được xếp vào mục quý hiếm (Near Threatened) hoặc bị đe dọa tuyệt chủng (Vulnerable).

## Đặc điểm sinh học
Hầu hết các loài trong chi Tắc kè đều có đuôi dài, thân phủ vảy, chân có màng giác bám thích hợp cho việc leo trèo, mắt có con ngươi mở rộng trong bóng tối. Thức ăn chủ yếu là các loài côn trùng nhỏ, ngoài ra một số loài còn ăn cả trái cây, các động vật có vú và bò sát nhỏ. Các loài trong chi sống chủ yếu ở các vùng rừng ẩm ướt, sinh hoạt về đêm.

## Các loài
Danh sách dưới đây liệt kê 78 loài, trong đó 76 loài lấy theo The Reptile Database, và bổ sung 2 loài từ chi Luperosaurus. Chúng được phân chia thành 7 phân chi như sau:
- Phân chi Gekko: Loài điển hình Gekko (Gekko) gecko.
  - Gekko albofasciolatus (A. Günther, 1867)
  - Gekko gecko (Linnaeus, 1758) – Tắc kè 
    - G. gecko azhari Mertens, 1955
    - G. gecko gecko (Linnaeus, 1758)

  - Gekko nutaphandi Bauer et al., 2008
  - Gekko reevesii (Gray, 1831) – Tắc kè Reeves.
  - Gekko siamensis Grossman & Ulber, 1990 – Tắc kè mắt xanh Xiêm.
  - Gekko smithii Gray, 1842 – Tắc kè mắt xanh (Andrew) Smith.[4]
  - Gekko verreauxi Tytler, 1865 – Tắc kè lớn Andaman.
- Phân chi Japonigekko: Loài điển hình Gekko (Japonigekko) japonicus.
  - Gekko aaronbaueri Tri, Thai, Phimvohan, David & Teynié, 2015 – Thằn lằn đá Aaron Bauer.
  - Gekko adleri Nguyen et al., 2013 – Tắc kè Adler.
  - Gekko auriverrucosus Zhou & Liu, 1982 – Tắc kè Sơn Tây[5]
  - Gekko bonkowskii Luu, Calame, Nguyen, Le & Ziegler, 2015 – Tắc kè Bonkowski.
  - Gekko canhi Rösler et al., 2010[6] – Tắc kè Cảnh.
  - Gekko chinensis (Gray, 1842) – Tắc kè Trung Quốc Gray.[7]
  - Gekko guishanicus Lin & Yao, 2016 – Tắc kè Quy Sơn.
  - Gekko hokouensis Pope, 1928 – Tắc kè Giang Tây, tắc kè Duyên Sơn, tắc kè Hà Khẩu.
  - Gekko japonicus (Schlegel, 1836) – Tắc kè Nhật Bản Schlegel.
  - Gekko kwangsiensis (Yang et al., 2015) – Tắc kè Quảng Tây.
  - Gekko lauhachindai Panitvong et al., 2010 – Tắc kè hang Lauhachinda[8]
  - Gekko liboensis Zhou, Liu & Li, 1982 – Tắc kè Libo.
  - Gekko melli (T. Vogt, 1922) – Tắc kè Mell.
  - Gekko nadenensis Luu, Nguyen, Le, Bonkowski & Ziegler, 2017 – Tắc kè Naden.
  - Gekko palmatus Boulenger, 1907 – Tắc kè chân màng.
  - Gekko scabridus Liu & Zhou, 1982 – Tắc kè Vân Nam.
  - Gekko scientiadventura Rösler et al., 2005 – Tắc kè Phong Nha.
  - Gekko sengchanthavongi Luu, Calame, Nguyen, Le & Ziegler, 2015 – Tắc kè Sengchanthavong.
  - Gekko shibatai Toda et al., 2008
  - Gekko similignum M.A. Smith, 1923
  - Gekko subpalmatus (A. Günther, 1864)
  - Gekko swinhonis (A. Günther, 1864) – Tắc kè Bắc Kinh.
  - Gekko taibaiensis Song, 1985 – Tắc kè Thái Bạch, tắc kè Minh Đào (宋鸣涛).
  - Gekko tawaensis Okada, 1956 – Tắc kè Tawa.
  - Gekko thakhekensis Luu, Calame, Nguyen, Le, Bonkowski & Ziegler, 2014 – Tắc kè Thakhek.
  - Gekko truongi Phung & Ziegler, 2011 – Tắc kè Trường.
  - Gekko vertebralis Toda et al., 2008
  - Gekko vietnamensis Sang, 2010[9] – Thằn lằn đá Việt Nam, tắc kè đá Việt Nam.
  - Gekko wenxianensis Zhou & Wang, 2008incertae sedis.
  - Gekko yakuensis T. Matsui & Okada, 1968 – Tắc kè Yakushima. incertae sedis.
- Phân chi Ptychozoon. Nguyên là chi Ptychozoon:[10][11] Loài điển hình Ptychozoon homalocephalum = G. kuhli.
  - Gekko bannaense Y. Wang, J. Wang & Liu, 2016 – Tắc kè bay Bản Nạp.
  - Gekko cicakterbang Grismer, Wood, Grismer, Quah, Thy, Phimmachak, Sivongxay, Seateun, Stuart, Siler, Mulcahy, Anamza, & Brown, 2019 – Tắc kè bay Malaysia.
  - Gekko horsfieldii (Gray, 1827) – Tắc kè bay Horsfield.
  - Gekko intermedium Taylor, 1915 – Tắc kè bay trung gian.
  - Gekko kabkaebin Grismer, Wood, Grismer, Quah, Thy, Phimmachak, Sivongxay, Seateun, Stuart, Siler, Mulcahy, Anamza, & Brown, 2019 – Tắc kè bay Lào.
  - Gekko kaengkrachanense Sumontha, Pauwels, Kunya, Limlikhitaksorn, Ruksue, Taokratok, Ansermet & Chanhome, 2012 – Tắc kè bay Kaeng Krachan.
  - Gekko kuhli Stejneger, 1902 – Tắc kè bay Kuhl.
  - Gekko lionotum Annandale, 1905 – Thạch sùng đuôi thùy, tắc kè lượn lưng nhẵn, tắc kè bay Myanmar.
  - Gekko nicobarensis Das & Vijayakumar, 2009 – Tắc kè lượn Nicobar.
  - Gekko tokehos Grismer, Wood, Grismer, Quah, Thy, Phimmachak, Sivongxay, Seateun, Stuart, Siler, Mulcahy, Anamza, & Brown, 2019 – Tắc kè bay Campuchia.
  - Gekko popaense Grismer, Wood, Thura, M. Grismer, Brown, & Stuart, 2018 – Tắc kè bay núi Popa.
  - Gekko trinotaterra R.M. Brown, 1999 – Thạch sùng đuôi ba thùy.
- Phân chi Rhacogekko: Loài điển hình Gekko (Rhacogekko) rhacophorus.
  - Gekko rhacophorus (Boulenger, 1899) – Tắc kè bay Sabah.
  - Gekko sorok Das, Lakim & Kandaung, 2008
- Phân chi Sundagekko: Loài điển hình Gekko (Sundagekko) vittatus.
  - Gekko badenii Szczerbak & Nekrasova, 1994 – Tắc kè vàng, tắc kè đá núi Bà Đen.
  - Gekko boehmei Luu, Calame, Nguyen, Le & Ziegler, 2015 – Tắc kè Böhme.
  - Gekko brooksii (Boulenger, 1920) = Luperosaurus brooksii (Boulenger, 1920)[3]
  - Gekko browni (Russell, 1979) = Luperosaurus browni Russell, 1979[3]
  - Gekko canaensis Ngo & Gamble, 2011[12] – Thằn lằn đá Cà Ná, tắc kè đá Cà Ná.
  - Gekko flavimaritus Rujirawan, Fong, & Aowphol, 2019
  - Gekko grossmanni R. Günther, 1994 – Tắc kè Grossmann.
  - Gekko iskandari R. Brown, Supriatna, & Ota, 2000 – Tắc kè chân lòng thòng Pak Djoko.
  - Gekko lauhachindai Panitvong, Sumontha, Konlek & Kunya, 2010 – Tắc kè hang Lauhachinda.
  - Gekko petricolus Taylor, 1962 – Tắc kè sa thạch.
  - Gekko remotus Rösler et al., 2012
  - Gekko russelltraini Ngo et al., 2009 – Tắc kè đá Russell Train.
  - Gekko takouensis Ngo & Gamble, 2010 – Tắc kè đá Tà Kóu.
  - Gekko vittatus Houttuyn, 1782 – Tắc kè sọc.
- Phân chi Pseudosundagekko:
  - Gekko gulat (R.M. Brown et al., 2010) – Tắc kè Gulob. Nguyên xếp trong chi Luperosaurus.[13]
- Phân chi Archipelagekko: Loài điển hình Gekko (Archipelagekko) mindorensis.
  - Gekko athymus W.C. Brown & Alcala, 1962 – Tắc kè Brown.
  - Gekko carusadensis Linkem et al., 2010[14] – Tắc kè hang đá vôi Luzon.
  - Gekko coi R.M. Brown et al., 2011
  - Gekko crombota R.M. Brown et al., 2008 – Tắc kè Babuyan Claro.
  - Gekko ernstkelleri Rösler et al., 2006
  - Gekko gigante W.C. Brown & Alcala, 1978 – Tắc kè Gigante.[15]
  - Gekko kikuchii (Ōshima, 1912) – Tắc kè Botel.
  - Gekko mindorensis Taylor, 1919 – Tắc kè đĩa hẹp Mindoro.
  - Gekko monarchus (Schlegel, 1836) – Tắc kè nhà đốm.
  - Gekko palawanensis Taylor, 1925 – Tắc kè Palawan.
  - Gekko porosus Taylor, 1922 – Tắc kè Taylor.
  - Gekko romblon W.C. Brown & Alcala, 1978 – Tắc kè Philippines.
  - Gekko rossi R.M. Brown et al., 2009 – Tắc kè Calayan Ross.

## Tình trạng phân bố
- Loài sắp nguy cấp (Vulnerable): Gekko ernstkelleri, Gekko gigante và Gekko swinhonis.
- Loài sắp bị đe dọa (Near Threatened): Gekko athymus.
- Loài thiếu dữ liệu (Data Deficient): Gekko auriverrucosus, Gekko badenii, Gekko grossmanni, Gekko kikuchii và Gekko scabridus.
- Loài ít quan tâm (Least Concern): Gekko chinensis, Gekko hokouensis, Gekko mindorensis, Gekko palawanensis, Gekko porosus, Gekko romblon, Gekko smithii và Gekko tawaensis.

## Phát sinh chủng loài
Cây phát sinh chủng loài của các phân chi trong phạm vi chi Gekko dựa theo Wood et al. (2020).

|  | Gekko       |
|  |             |
|  | Japonigekko |
|  |             |

|  | Ptychozoon                                                |
|  |                                                           |
|  | \| \| Rhacogekko \| \| \| \| \| \| Sundagekko \| \| \| \| |
|  |                                                           |
|  | Rhacogekko                                                |
|  |                                                           |
|  | Sundagekko                                                |
|  |                                                           |

|  | Rhacogekko |
|  |            |
|  | Sundagekko |
|  |            |

|  | Gekko       |
|  |             |
|  | Japonigekko |
|  |             |

|  | Ptychozoon                                                |
|  |                                                           |
|  | \| \| Rhacogekko \| \| \| \| \| \| Sundagekko \| \| \| \| |
|  |                                                           |
|  | Rhacogekko                                                |
|  |                                                           |
|  | Sundagekko                                                |
|  |                                                           |

|  | Rhacogekko |
|  |            |
|  | Sundagekko |
|  |            |

|  | Pseudosundagekko |
|  |                  |
|  | Archipelagekko   |
|  |                  |

|  | Gekko       |
|  |             |
|  | Japonigekko |
|  |             |

|  | Ptychozoon                                                |
|  |                                                           |
|  | \| \| Rhacogekko \| \| \| \| \| \| Sundagekko \| \| \| \| |
|  |                                                           |
|  | Rhacogekko                                                |
|  |                                                           |
|  | Sundagekko                                                |
|  |                                                           |

|  | Rhacogekko |
|  |            |
|  | Sundagekko |
|  |            |

|  | Gekko       |
|  |             |
|  | Japonigekko |
|  |             |

|  | Ptychozoon                                                |
|  |                                                           |
|  | \| \| Rhacogekko \| \| \| \| \| \| Sundagekko \| \| \| \| |
|  |                                                           |
|  | Rhacogekko                                                |
|  |                                                           |
|  | Sundagekko                                                |
|  |                                                           |

|  | Rhacogekko |
|  |            |
|  | Sundagekko |
|  |            |

|  | Pseudosundagekko |
|  |                  |
|  | Archipelagekko   |
|  |                  |

## Hình ảnh

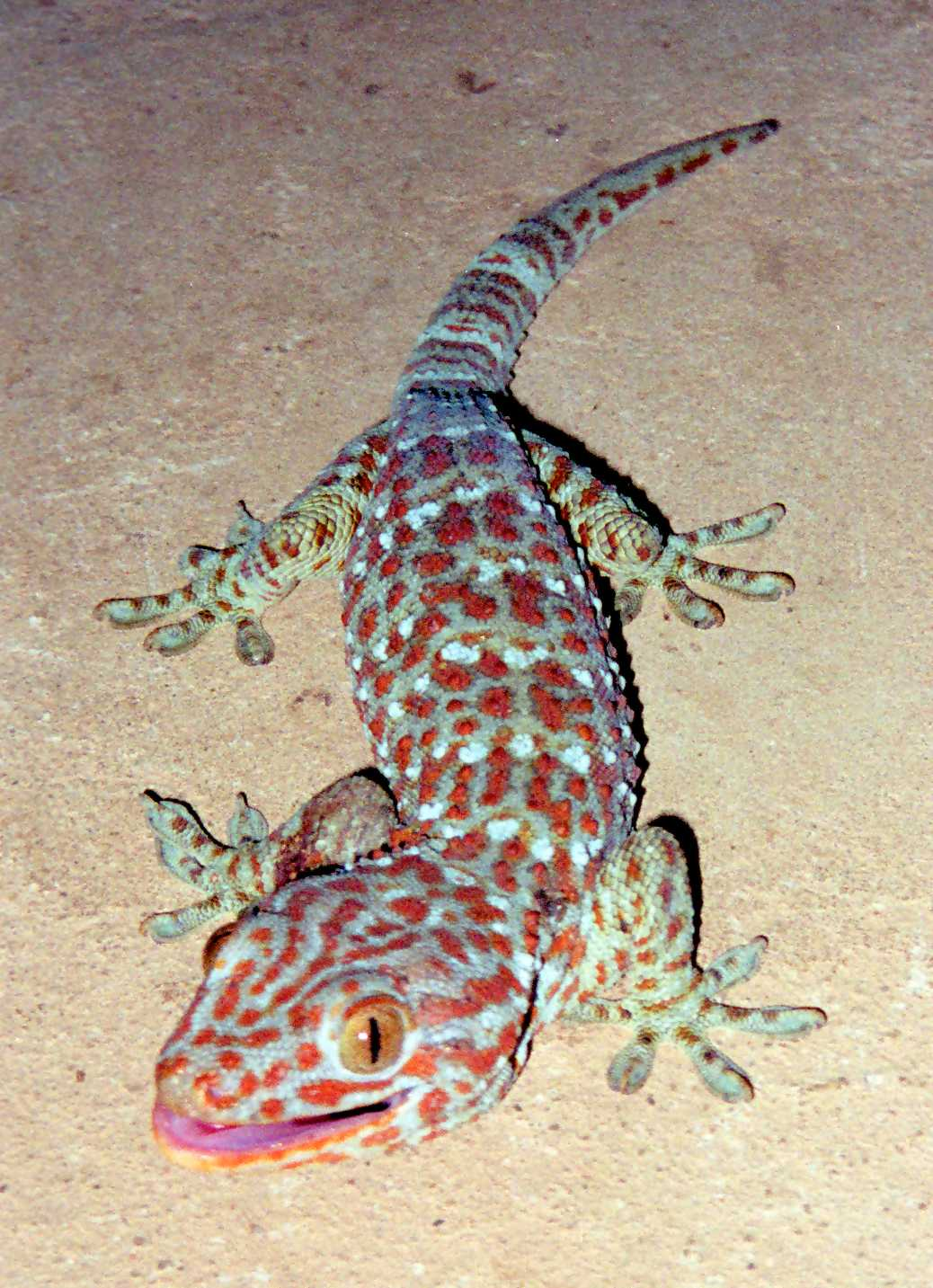
Gekko gecko
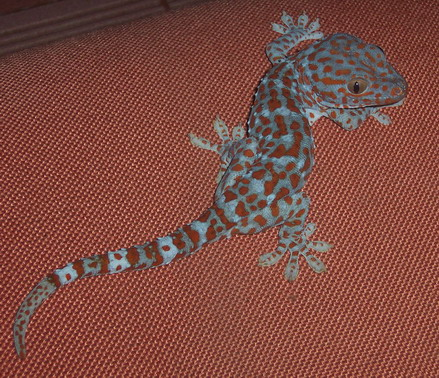
Gekko gecko
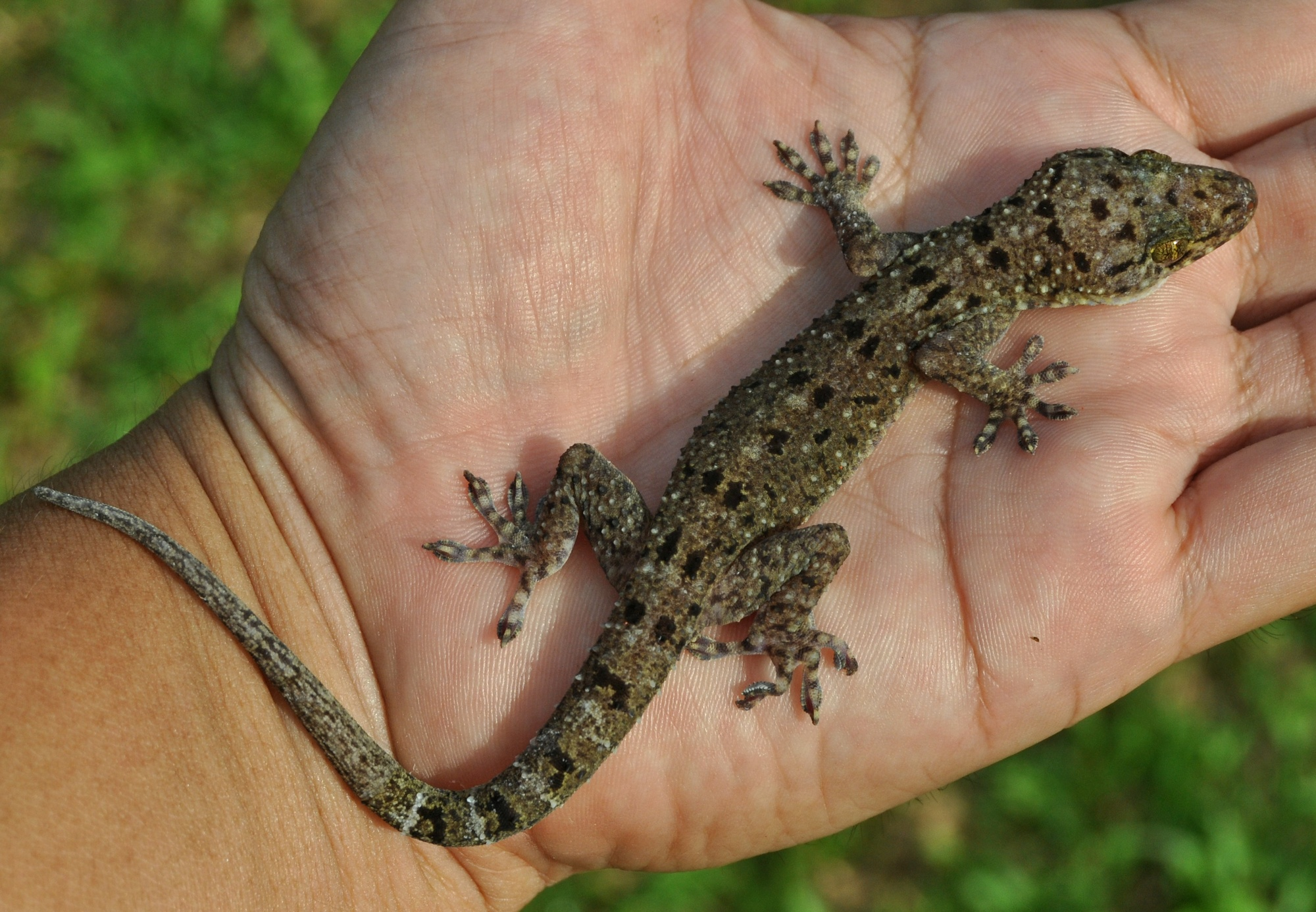
Gekko monarchus
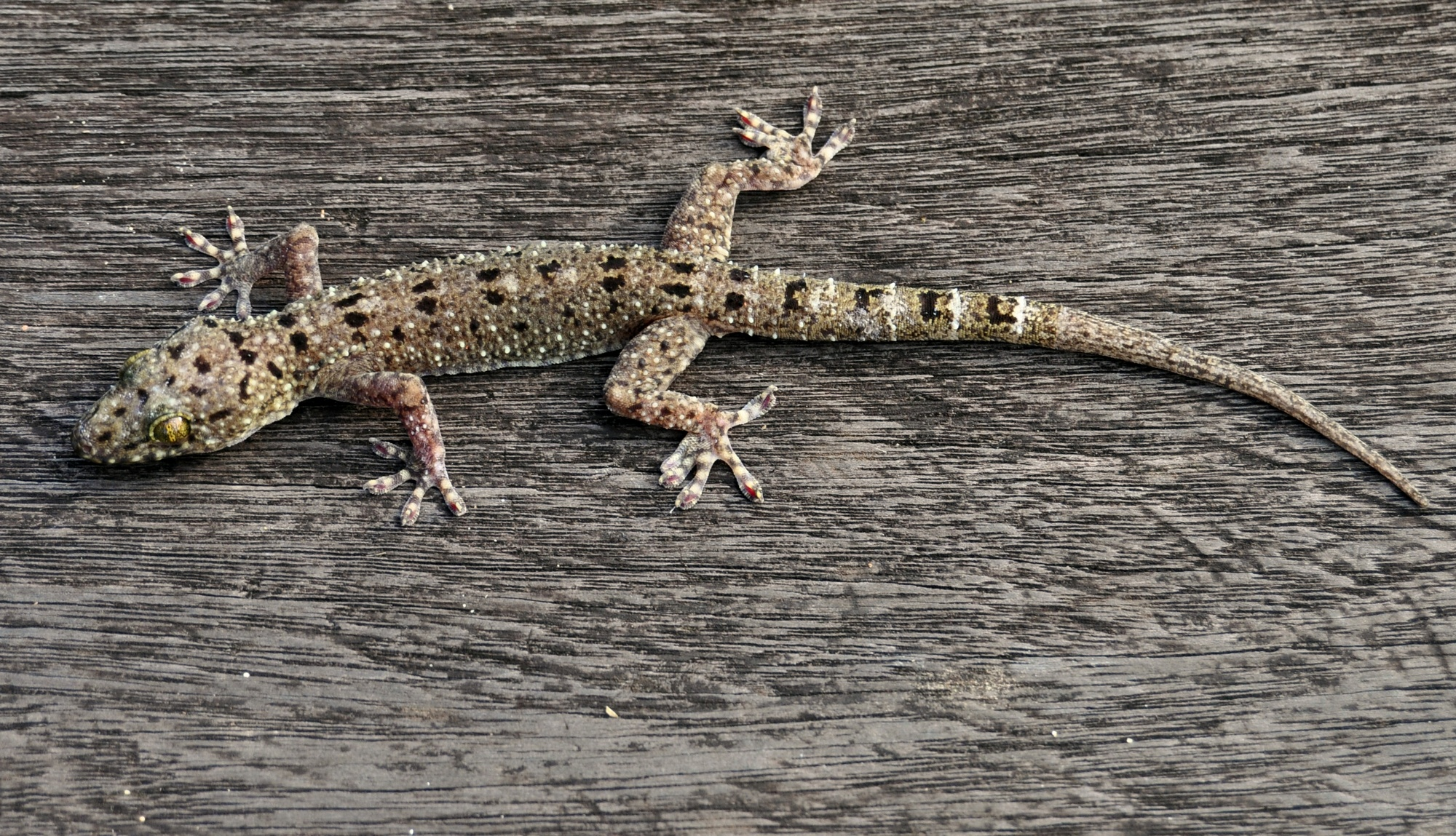
Gekko monarchus
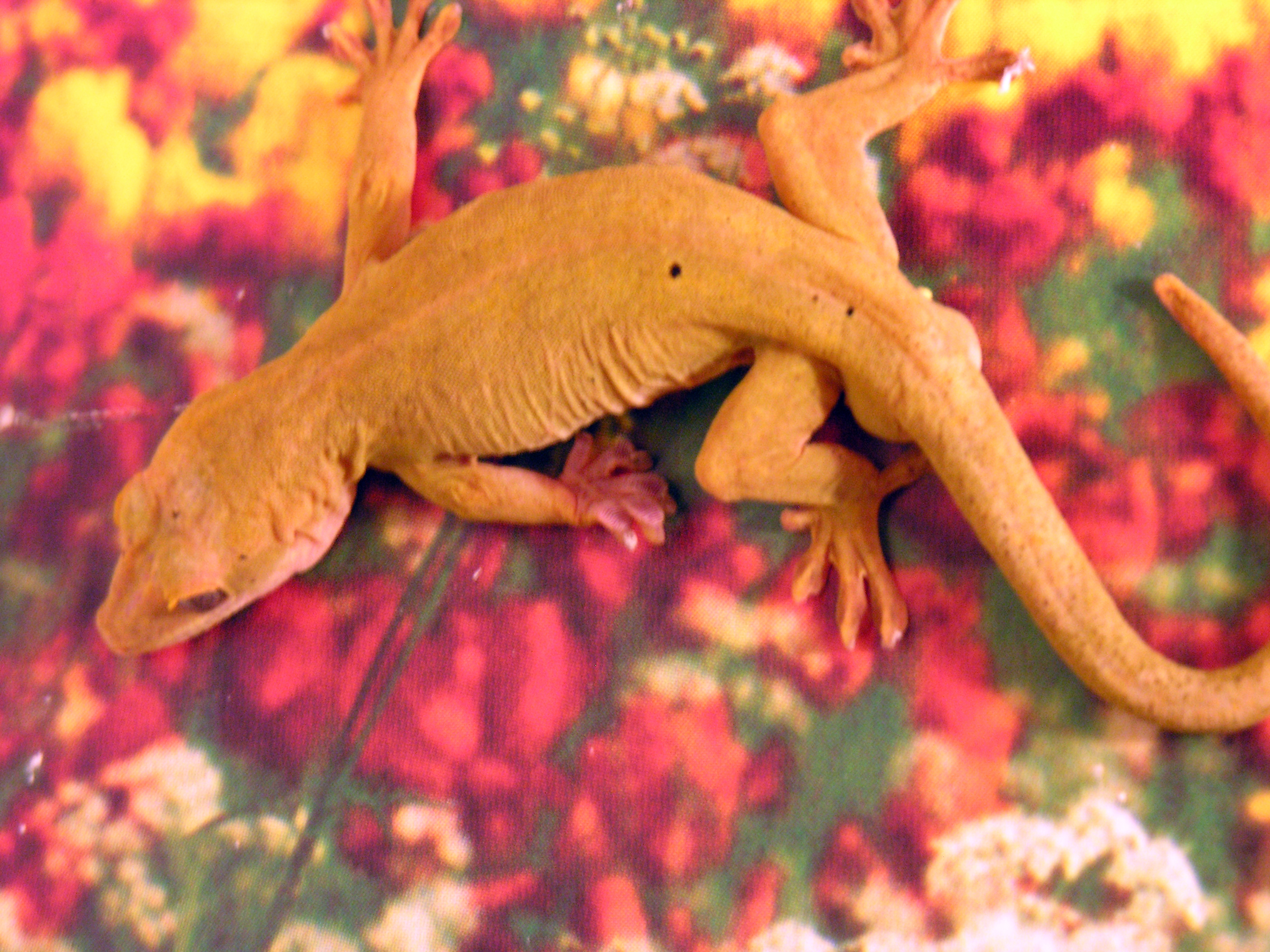
Gekko badenii
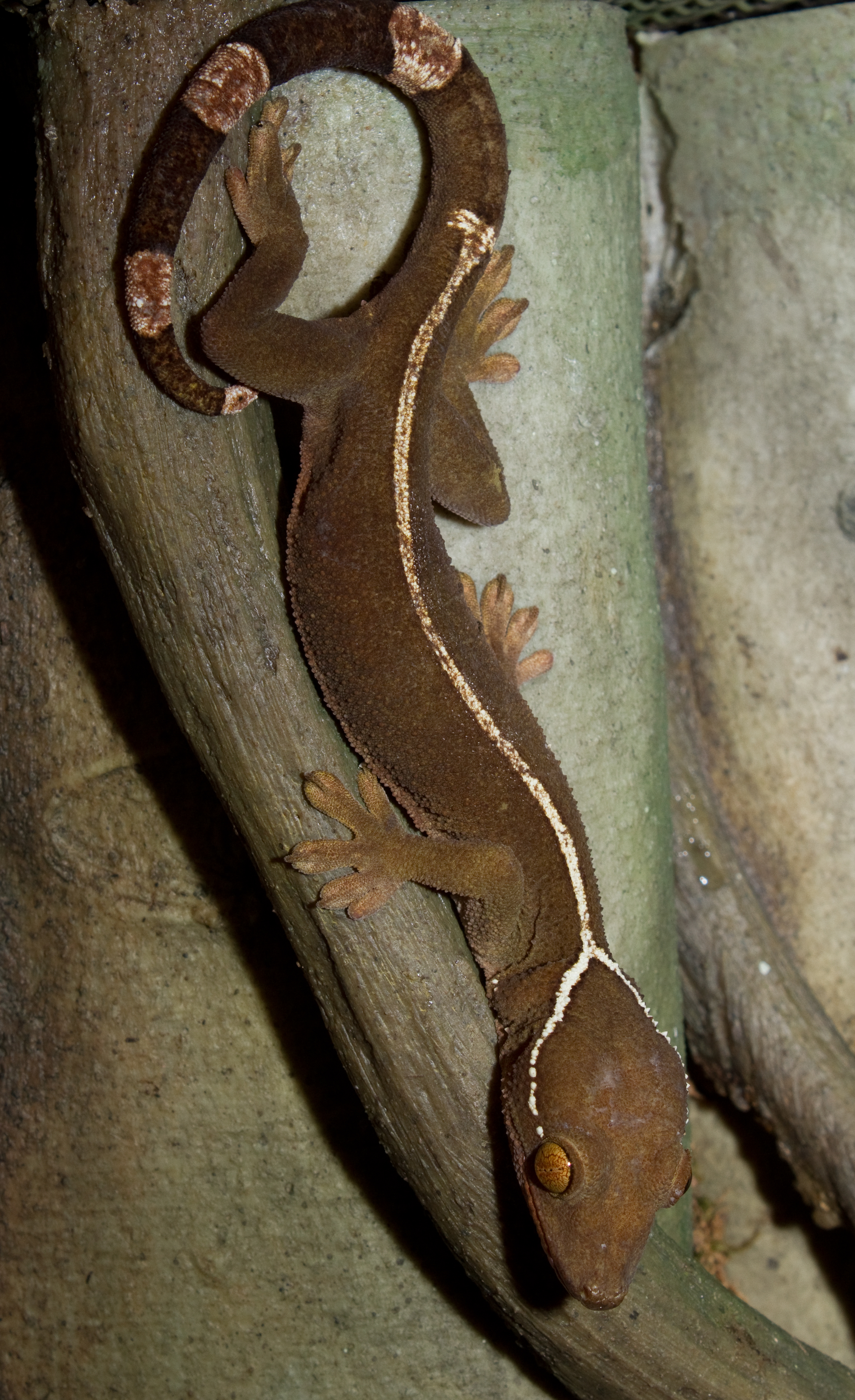
Gekko vittatus
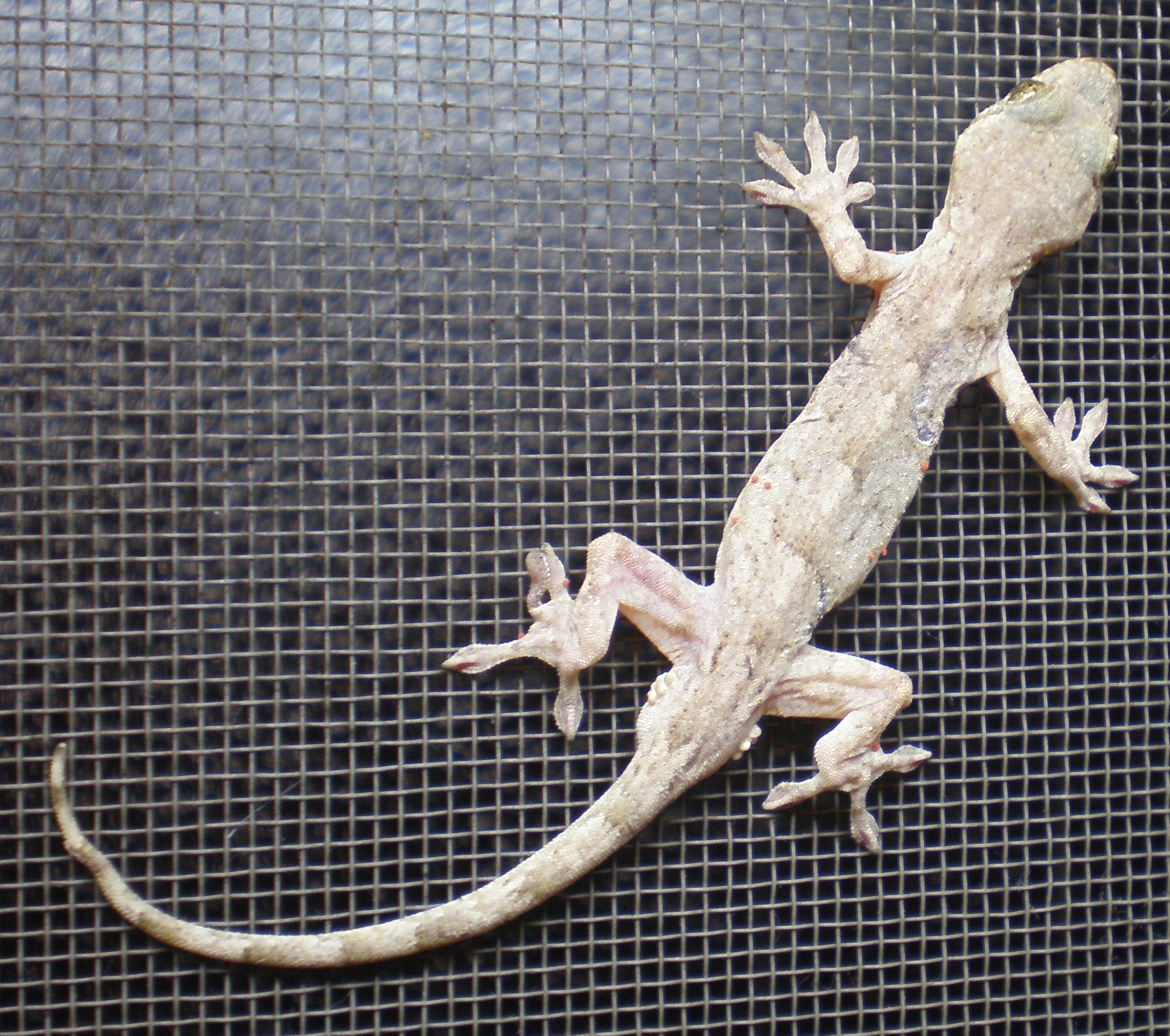
Gekko japonicus
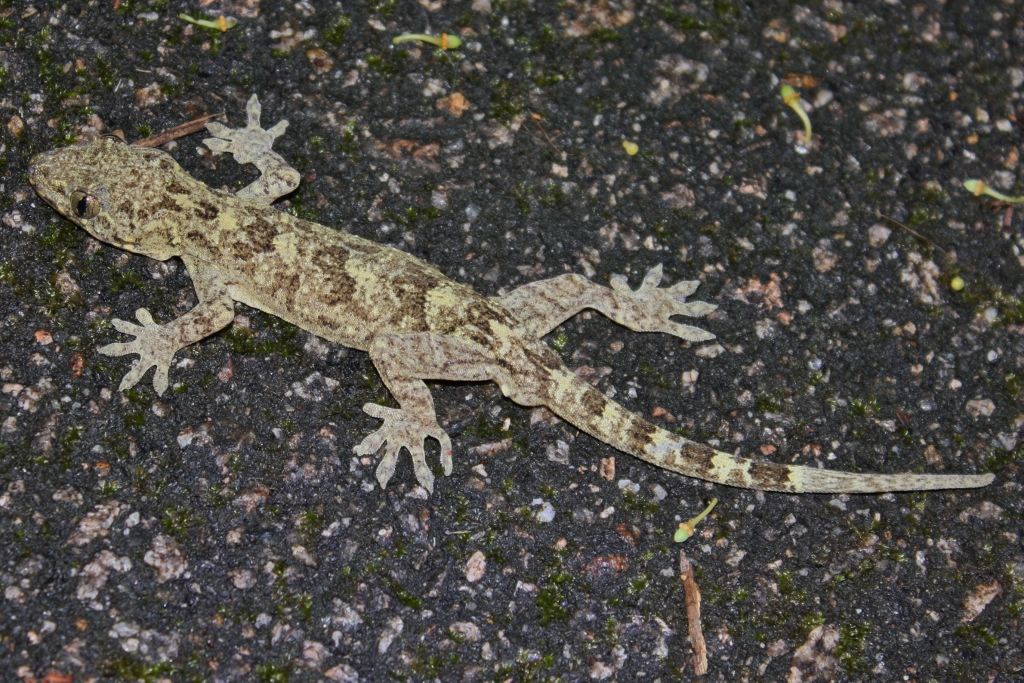
Gekko chinensis
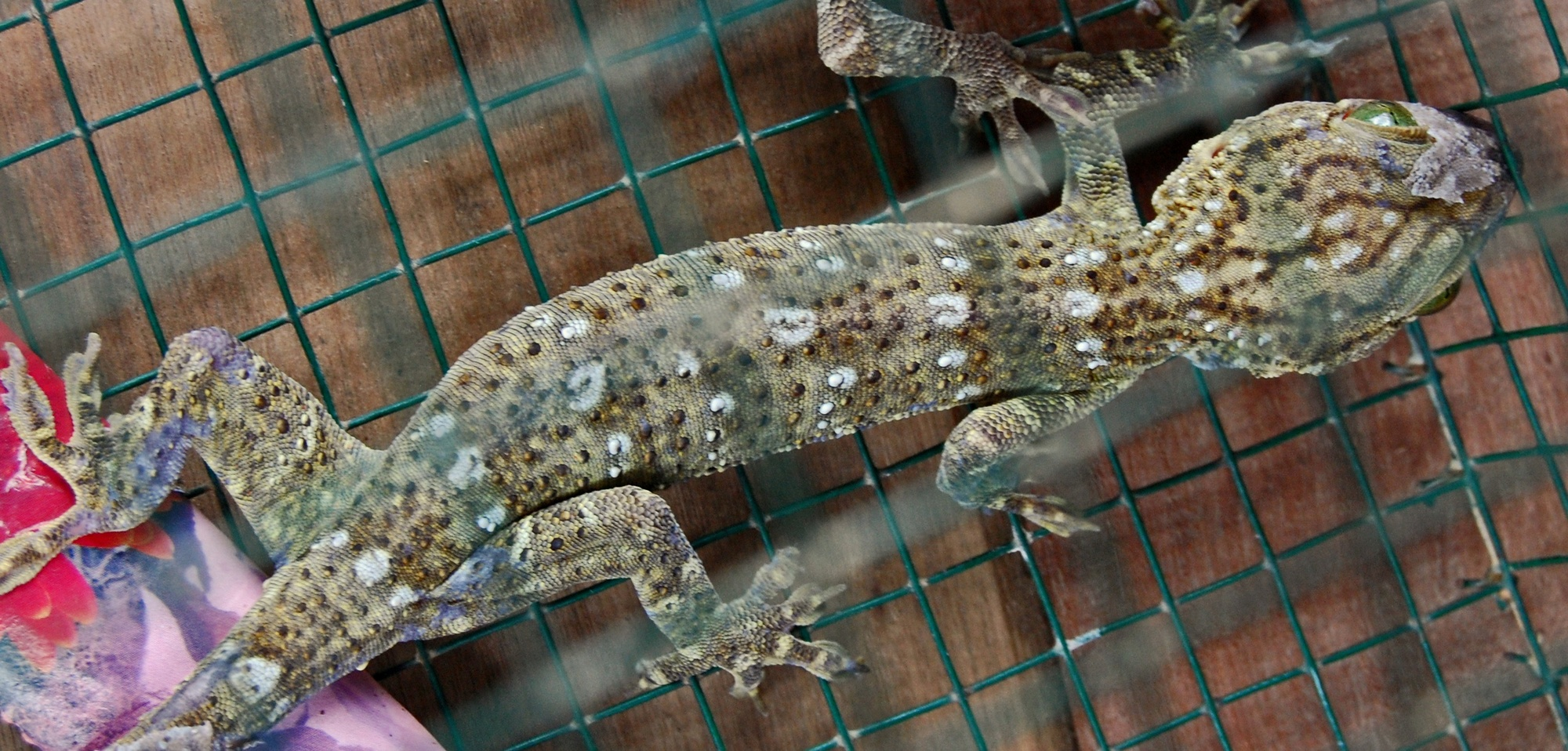
Tắc kè Smith (Gekko smithii), tên đặt theo nhà động vật học người Scotland Andrew Smith.